# Peter Thiesen
Peter Thiesen (* 1. Juni 1952 in Eutin) ist ein deutscher Pädagoge und Schriftsteller.

## Leben
Peter Thiesen wuchs in Eutin in Ostholstein auf. Nach dem Abitur studierte er in Kiel Sozialpädagogik, Erziehungswissenschaften, Deutsch und Politik. Als Diplom-Sozialpädagoge war er jeweils mehrere Jahre als Bezirks- und Stadtjugendpfleger sowie als Lehrbeauftragter an der Fachhochschule Kiel tätig. Nach dem ersten und zweiten Staatsexamen für das Höhere Lehramt (1979) wurde er Oberstudienrat an der Fachschule für Sozialpädagogik in Lübeck. Er ist seit 1981 verheiratet und hat zwei Söhne.
Thiesen ist Autor und Herausgeber von 71 Büchern und Standardwerken zur Sozial-, Spiel- und Schulpädagogik, die auch ins Niederländische, Englische, Rumänische und Japanische übersetzt wurden. Einige seiner Bücher gibt es als Hörbücher. Mehrere seiner Lehrbücher sind seit über 25 Jahren fester Bestandteil in der Ausbildung und Praxis von Erzieherinnen und Sozialpädagoginnen in Deutschland, Österreich und der Schweiz.

## Werke
Kleine Auswahl:
- Arbeitsbuch Spiel – Für die Praxis in Kindergarten, Hort, Heim und Kindergruppe, Bildungsverlag Eins, Köln 7. Aufl. 2014, ISBN 3-8237-8059-X
- Beobachten und Beurteilen in Kindergarten, Hort und Heim, Cornelsen, Berlin 6. Auflage 2014, ISBN 978-3-589-25413-2
- Das Montagsbuch – Spiele und Ideen gegen das Montagssyndrom in Kindergarten und Grundschule, Beltz, Weinheim 2011  ISBN 978-3-407-62762-9
- Das Survival-Buch für ErzieherInnen – Wie Sie den Berufsalltag erfolgreich bestehen, Lambertus, Freiburg 2010, ISBN 978-3-7841-2001-0
- Die gezielte Beschäftigung im Kindergarten. Bildungsangebote vorbereiten, durchführen und auswerten. Lambertus, Freiburg 15. erweiterte Auflage 2014, ISBN 978-3-7841-2672-2